# کیک میموسا
۱۹۵۰
کیک میموسا (به ایتالیایی: torta mimosa) یک دسر ایتالیایی است که برای اولین بار در ریتی در دهه ۱۹۵۰ ساخته شد. این نام به دلیل تکه‌های کوچک کیک اسفنجی پراکنده روی سطح است که از نظر شکل شبیه گل‌های میموسا است. به دلیل ارتباط این گل با روز جهانی زن، این کیک اغلب برای جشن گرفتن این مناسبت استفاده می‌شود.

## ریشه کیک
این دستور پخت توسط آدلمو رنتزی، سرآشپز اهل سان فیلیپو دی کونتیلیانو، که صاحب رستورانی در مرکز ریتی، شهری در لاتزیو بود، ابداع شد. این کیک در می ۱۹۶۲ معروف شد، زمانی که سرآشپز در یک مسابقه شیرینی در سانرمو شرکت کرد و طی آن میموزا را به عنوان ادای احترام به شهر گل‌ها تقدیم کرد و برنده شد. با این حال، دستور اصلی استفاده شده توسط رنزی، هرگز فاش نشده‌است.

## ترکیب و آماده‌سازی
مقایسه کیک با میموسا به ظاهر آن مربوط می‌شود که با تکه‌هایی از کیک اسفنجی که روی کیک قرار می‌گیرد تا شکل گل میموسا را به یاد بیاورد، تشکیل شده‌است. آماده‌سازی نیاز به بریدن یک برش افقی از کیک اسفنجی و برداشتن قسمت داخلی دارد که سپس به‌طور کامل خرد شده و برای ایجاد «اثر میموسا» استفاده می‌شود.
کیک اسفنجی را می‌توان در لیکور شیرین مانند مارسالا یا ماراسکینو یا در آب آناناس خیس کرد. فیلینگ از کاستارد تشکیل شده‌است که ممکن است خامه فرم گرفته یا مربا به آن اضافه شود. از میوه‌های تازه یا میوه‌های کنسرو شده نیز استفاده می‌شود.
می‌توان از کمی زردچوبه برای تشدید رنگ خرده‌های اسفنجی که در سطح آن پخش می‌شود، استفاده کرد، اگرچه این کار کاملاً ضروری نیست.